# Данилов, Григорий Семёнович
Григорий Семёнович Данилов (24 декабря 1916 [6 января 1917] — 2 декабря 1999) — старший лейтенант Советской Армии, участник Великой Отечественной войны, Герой Советского Союза (1943).

## Биография
Григорий Данилов родился 6 января 1917 года в деревне Малое Лошаково (ныне — Бологовский район Тверской области). Окончил пять классов школы, затем школу фабрично-заводского ученичества, после чего работал на Бологовском железнодорожном узле. С 1936 года проживал в Ленинграде, работал слесарем на железной дороге, одновременно учился в аэроклубе. В 1938 году Данилов был призван на службу в Рабоче-крестьянскую Красную Армию. В 1940 году он окончил Балашовскую военную авиационную школу. Участвовал в Сталинградской битве.
К февралю 1943 года старший сержант Григорий Данилов был старшим лётчиком 807-го штурмового авиаполка 206-й штурмовой авиадивизии 8-й воздушной армии Сталинградского фронта. К тому времени он совершил 58 боевых вылетов, уничтожив 18 танков, 47 автомашин, 2 батареи зенитных орудий, около 700 солдат и офицеров противника. В воздушных боях сбил пять самолётов противника.
Указом Президиума Верховного Совета СССР от 1 мая 1943 года за «образцовое выполнение боевых заданий командования на фронте борьбы с немецкими захватчиками и проявленные при этом отвагу и геройство» старший сержант Григорий Данилов был удостоен высокого звания Героя Советского Союза с вручением ордена Ленина и медали «Золотая Звезда» за номером 959.
В 1946 году в звании старшего лейтенанта Данилов был уволен в запас. Вернулся в Ленинград. Работал бригадиром кузнечного цеха Балтийского завода, затем в течение 22 лет был пилотом Северного управления Гражданского воздушного флота.
Скончался 2 декабря 1999 года, похоронен на Смоленском православном кладбище Санкт-Петербурга.
Был также награждён орденами Отечественной войны 1-й степени, Красной Звезды, рядом медалей.